# Championnats du monde de ski alpin 2027
Navigation
Saalbach 2025 Narvik 2029
Les championnats du monde de ski alpin 2027, quarante-neuvième édition des Championnats du monde de ski alpin, auront lieu en février 2027 à Crans-Montana en Suisse.

## Désignation
Les candidatures avaient été déposées auprès de la FIS le 1er mai 2021 , :
- Crans-Montana ( Suisse), qui avait déjà organisé ces championnats en 1987, postulait à nouveau à la suite de la non-sélection de sa candidature pour l'organisation des championnats du monde 2025, qui avaient été accordés à Saalbach ( Autriche)[3].
- Garmisch-Partenkirchen ( Allemagne), qui avait déjà organisé ces championnats en 1978 et 2011, postulait à nouveau à la suite de la non-sélection de sa candidature pour l'organisation des championnats du monde 2025
- Narvik ( Norvège)
- Soldeu ( Andorre)

La FIS  a choisi la ville organisatrice le 25 mai 2022 lors de son 53e congrès à Milan. C'est Crans-Montana qui l'a emporté avec 11 voix sur 18, Narvik et Soldeu remportant chacune 3 voix alors que Garmisch-Partenkirchen obtenait une voix.